# Радиогеология
Радиогеология (или ядерная геология) — геологическая наука, которая изучает закономерности естественных ядерных превращений в веществе Земли и их проявление в геологических процессах.

## История
Основоположник науки — академик В. И. Вернадский, он же в 1935 году предложил сам термин: «Сейчас можно и нужно говорить о новой созидающей науке — радиогеологии, науке о радиоактивных свойствах нашей планеты, о происходящих в ней, ей свойственных, особых радиоактивных явлениях». Особое развитие в СССР радиогеология получила в 1940-х годах. В 1946 году была создана Средне-Азиатская Экспедиция, ныне — Лаборатория радиогеологии и радиогеоэкологии Института геологии рудных месторождений, петрографии, минералогии и геохимии РАН.

## Описание
Основные разделы радиогеологии:
- собственно радиогеология;
- изотопная геология;
- абсолютная геохронология.